# 芝麻寶螺
芝麻寶螺（学名：Cypraea punctata）为寶螺科寶螺屬下的一个种。